# روبلیس لتونی
روبلیس لتونی (به انگلیسی: Latvian rublis) (به زبان بومی: Latvijas rublis) با کد ایزوی LVR، یکای پول رایج در کشور لتونی است. مسئولیت کنترل این یکای پول برعهدهٔ بانک لتونی قرار دارد.